# LRT Radijas
LRT Radijas ist ein litauischer LRT-Hörfunksender. Er gehört zu den meistgehörten Sendern in Litauen. Das Programm besteht neben Musik (vorwiegend aus dem Bereich der Popmusik) aus Nachrichten und Informationsbeiträgen zu verschiedensten Themen wie Kultur, Religion oder Sport. 
Als erste größere Radiostation Litauens wurde LRT Radijas am 12. Juni 1926 in Kaunas gegründet. Am 28. September 2003 erhielt der Sender seinen heutigen Namen. 2009 wurde der Verbreitungsweg per Mittelwelle eingestellt.

## Empfang
Über folgende UKW-Frequenzen ist LRT Radijas zu empfangen:
| Frequenz | Ort          |
| -------- | ------------ |
| 104,6    | Alytus       |
| 101,9    | Anykščiai    |
| 100,8    | Biržai       |
| 107,2    | Dieveniškės  |
| 102,3    | Druskininkai |
| 104,2    | Ignalina     |
| 104,8    | Kalvarija    |
| 102,1    | Kaunas       |
| 102,8    | Klaipėda     |
| 093,3    | Mažeikiai    |
| 106,8    | Nida         |
| 107,5    | Panevėžys    |
| 088,0    | Plungė       |
| 096,3    | Rokiškis     |
| 099,3    | Skuodas      |
| 100,9    | Šiauliai     |
| 098,8    | Tauragė      |
| 093,0    | Telšiai      |
| 102,8    | Ukmergė      |
| 107,4    | Utena        |
| 100,7    | Varėna       |
| 102,6    | Vilnius      |
| 102,9    | Visaginas    |

Außerdem ist das Programm via Livestream abrufbar.